# CEMT-transport
CEMT-transport  is goederenvervoer over de weg van het ene naar het andere CEMT-land. CEMT staat voor Conferentie van Europese Ministers van Transport. Sinds 1 januari 1974 kent de CEMT een systeem van multilaterale vervoervergunningen. Voor vervoerders in de Europese Unie is dat een aanvulling op het systeem van communautaire vervoergunningen en van bilaterale vervoervergunningen die landen met elkaar uitwisselen.
Bijna alle landen van Europa horen bij de CEMT. CEMT-vervoer is uitsluitend toegestaan bij landen aangesloten bij de CEMT.

## Derdelandenvervoer
De CEMT-vergunning geldt ook voor derdelandenvervoer. Bij het vervoeren via de CEMT-vergunning kan het transportbedrijf opereren in een ander land dan waar het gevestigd is. Wanneer alle betrokken landen tot de EU behoren, volstaat een gewone buitenlandvergunning voor de vervoerder.
Voorbeeld van derdelandenvervoer:

Een Nederlands transportbedrijf begint een rit in Duitsland en rijdt vanaf Duitsland door Oostenrijk naar Servië.
Het heeft dus geen opdrachtgever in Nederland. Zowel voor Duitsland als voor Oostenrijk en Servië is de CEMT-vergunning vereist (tenzij men over bilaterale vergunning beschikt).

### Soorten CEMT-vergunningen
Er bestaan twee soorten CEMT vergunningen:
- De meest gebruikte CEMT-vergunning is een jaar geldig.[1]
- Een minder gebruikte variant is de CEMT-vergunning met een geldigheid van 30 dagen.

### Verkrijgen CEMT-vergunning
De meeste EU-landen reiken maar CEMT-vergunningen uit aan vervoerders met :
- vergunning buitenlands vervoer, eventueel ook binnenlands vervoer (als dat nog apart bestaat)
- contracten die aantonen dat hij CEMT-vervoer zal verrichten.

Bedrijven die in aanmerking willen komen dienen zich aan de strengste milieunormen te houden. Daarom mag er op dit moment ( februari 2008) alleen CEMT-vervoer worden verricht met euro 5 auto's.

## Rittenboekje
Indien een bedrijf gebruik maakt van de CEMT-vergunning moet dit bedrijf ook een rittenboekje bijhouden. Hierin moet de vervoerder bijhouden wanneer en wat hij vervoerd heeft met zijn CEMT-vergunning. Het voertuig moet terugkeren naar het eigen land nadat er hoogstens drie beladen CEMT-ritten buiten het land van inschrijving mee werden uitgevoerd. Dit kan blijken uit het rittenboekje. Als hieruit ook zou blijken dat de vervoerder te weinig CEMT-vervoer doet, kan de vergunning ingenomen worden en/of omgezet worden naar een 30 dagen CEMT-vergunning door de Nationale en Internationale Wegvervoer Organisatie, NIWO.

## Verantwoordelijkheden
De chauffeur en de vervoerder zijn er beide verantwoordelijk voor dat de CEMT-vergunning en rittenboekje in de auto aanwezig zijn en goed gebruikt worden. De CEMT-vergunning is alleen geldig als in de auto ook de nationale vergunningen aanwezig zijn.

## Brexit
Bij een harde no-deal Brexit zou voor vervoer vanuit de EU naar het VK een CEMT-vergunning nodig geweest zijn. Omdat het aantal vergunningen beperkt is, zou niet iedere vervoerder vanzelfsprekend een CEMT-vergunning gekregen hebben.